# ジーザス・ディアマンテ〜夢の王の夢〜
『ジーザス・ディアマンテ〜夢の王の夢〜』（ジーザス・ディアマンテ ゆめのおうのゆめ）は、1990年に宝塚歌劇団星組により上演された草野旦作・演出によるグランド・ショー（形式名）。24場。
併演はミュージカル『アポロンの迷宮』。

## 公演期間と公演場所
- 1990年11月2日 - 12月16日　宝塚大劇場[2]
- 1991年3月4日 - 3月30日　東京宝塚劇場[3]

## 構成
※「（）」の人物は配役。
- 第1場　エリュシオン（天国）
- 第2・3場　ジーザス・ディアマンテ　　　
エリュシオン（天国）より一粒のダイヤモンドが落ちてくる。
王冠の中から夢の王たち（日向薫・毬藻えり・紫苑ゆう・麻路さき）が現れる。
- 第4・5・6場　愛の宝石
夢の巡礼（麻路さき）が妖女（稔幸）の館に迷い込む。
- 第7・8・9場　童夢戦争
『ウエスト・サイド物語』のメロディーに乗って、王ソール（日向薫）と　王妃マール（毬藻えり）が夫婦喧嘩。王は王妃をなだめるために2人の子供時代〈少年時代のソール（紫苑ゆう）・少女時代のマール（洲悠花）〉の話を始める。
- 第10・11・12・13・14場　夢の戴冠式
マグダラのマリア（花愛望都）がアリアを歌いジーザス（日向薫）を称える。ジーザスを中心に夢のダンサー・夢のシンガーたちがゴージャスに歌い踊る。
- 第15場　夜の亡霊
宝石を求めて夜の亡霊たちが墓を掘ると、墓の中より宝石を食う女（毬藻えり）が現れる。
- 第16・17場　コーイヌール
コーイヌール歌手（一樹千尋）が歌う中、血塗られたダイヤモンド・コーイヌールを巡り、夢の王（紫苑ゆう）と宝石を食う女（毬藻えり）の激しいデュエットダンスが繰り広げられる。
- 第18・19場　エリュシオン（天国）
ジーサス（日向薫）を中心に精霊たちが歌い踊る。
- 第20場　ジーザス・ディアマンテA
ジュエリー・シンガー（紫苑ゆう）が宝石を手に歌う。
- 第21・22場　ジーザス・ディアマンテB・C
ジュエリー・ロケットたちのロケットダンス。
- 第23場　ジーザス・ディアマンテD
天国のシンガー（花愛望都）の歌に乗せて、天国のダンサー（日向薫・紫苑ゆう・毬藻えり）が踊る。
- 第24場　ジーザス・ディアマンテE
エトワール（洲悠花）の歌に始まり、出演者全員による豪華なフィナーレ。

## 主な配役
※下記の配役は宝塚・東京共通。
- 歌手①、ソール、ジーザス、天国のダンサー - 日向薫
- 歌手②、夢の王、天国のダンサー - 紫苑ゆう
- 歌手③、マール、宝石を食う女、天国のダンサー - 毬藻えり
- 歌手④、夢の巡礼、ダンサー - 麻路さき
- コーイヌールの歌手 - 一樹千尋
- 夢のダンサー - 夏美よう・千珠晄
- 歌手、ダンサー、エトワール - 洲悠花
- 歌手、マリア、天国のシンガー - 花愛望都
- 法王 - 泉つかさ
- 歌手、ディアマンテの女 - 出雲綾
- 司祭 - 千秋慎
- 宝石の精 - 羽衣蘭・乙原愛
- 妖女S - 稔幸

## スタッフ
※氏名の後ろに「宝塚」、「東京」の文字がなければ両公演共通。
- 作・演出：草野旦[1]
- 作曲[2]・編曲[2]：寺田瀧雄・高橋城・吉田優子
- 音楽指揮：野村陽児（宝塚）[2]、伊沢一郎（東京）[3]
- 振付[2]：羽山紀代美・尚すみれ・名倉加代子・家城比呂志
- 装置：大橋泰弘[2]
- 衣装：任田幾英[2]
- 照明：勝柴次朗[2]
- 小道具：万波一重[2]
- 効果：切江勝[2]
- 音響監督：松永浩志[2]
- 演出助手[2]：谷正純・中村一徳
- 舞台進行：恵見和弘[2]
- 製作担当：長谷山太刀夫（東京）[3]
- 制作：小林公一[2]